# Peleteria cora
Peleteria cora là một loài ruồi trong họ Tachinidae.